# Zedi Ramadani
Zedi Ramadani (ur. 22 kwietnia 1985 w Puli) – chorwacki piłkarz pochodzenia macedońsko–albańskiego, członek chorwackich reprezentacji U-19 i U-21. W 2009 roku przeszedł operację usunięcia guza mózgu.